# Stefano Evodio Assemani
Stefano Evodio Assemani (Tripoli, 15 aprile 1707 – Roma, 24 novembre 1782) è stato un bibliotecario, orientalista e arcivescovo cattolico libanese naturalizzato italiano.

## Biografia
Nato in una famiglia cristiano maronita da cui sono usciti numerosi illustri orientalisti ed ecclesiastici ("Assemani", più che un cognome, è un patronimico arabo che significa figlio di Simone), nipote di Giuseppe Simone Assemani, che era fratello della madre,  e cugino di Giuseppe Luigi Assemani (figlio di un fratello del padre) come i precedenti studiò al Pontificio collegio maronita di Roma. Assunse il cognome materno Assemani, in continuità con lo zio Giuseppe Simone, il quale lo aveva chiamato a Roma quando Stefano era ancora bambino, mentre il cognome paterno Awwād, italianizzato in "Evodio", venne da lui utilizzato come secondo nome.
Inviato da Propaganda Fide in Siria, Mesopotamia ed Egitto, nel 1735 partecipò in Libano al sinodo della Chiesa maronita presieduto dallo zio Giuseppe Simone. La sua competenza gli valse la nomina ad arcivescovo titolare di Apamea. Fu poi nominato da Clemente XII consultore della Congregazione del Concilio, e successivamente della Congregazione dei Riti.
Tornato a Roma, lavorò nella Biblioteca vaticana come interprete di lingue orientali, e aiutò lo zio nell'Epitome dei codici orientali. Fu incaricato di completare a Firenze gli atti per la canonizzazione di san Giuseppe Calasanzio, fondatore dei Chierici delle Scuole Pie (Scolopi). Conobbe, in quell'occasione il granduca di Toscana Gian Gastone de' Medici il quale lo assunse per organizzare il catalogo dei codici manoscritti della Biblioteca Medicea Laurenziana, pubblicato in tre volumi nel 1743. Nell'occasione preparò anche il catalogo dei codici della Biblioteca Riccardiana. Tornato a Roma, su richiesta del cardinale Flavio Chigi, preparò il catalogo dei codici manoscritti della Biblioteca Chigiana. In seguito preparò la sua opera più nota, Martirum Orientalium et Occidentalium ex codd. Vaticanis eruta che dedicò a Giovanni V del Portogallo. Alla morte di quel re (1750) ottenne l'incarico di scriverne l'orazione funebre. Nel 1768, dopo la morte di Giuseppe Simone Assemani, gli subentrò nell'incarico di prefetto della Biblioteca vaticana.

## Opere
- Stefano Evodio Assemani. Bibliothecae Mediceae Laurentianae et Palatinae codicum mms. orientalium catalogus, Stephanus Evodius Assemanus, recensuit digessit notis illustravit Antonio Francisco Gorio curante. Florentiae: ex Typographio Albiziniano, 1742 (Florentiae: ex typographia Caietani Albizzini, 1743)
- Stefano Evodio Assemani. Laudatio in funere Friderici Augusti 3. regis Poloniae ducis Saxoniae S.R.I. principis electoris habita coram eminentissimis ac reverendissimis S.R.E. cardinalibus in aede sanctissimi Salvatoris in Lauro 8. Kal. Jun. an.1764. a Stephano Evodio Assemano archiepiscopo Apamaee. Romae: ex typographia Francisci Bizzarrini Komarek, provisoris librorum sanctae Romanae Ecclesiae in Bibliotheca Vaticana, 1764.
- Stefano Evodio Assemani. Delle lodi di Giovanni V re fedelissimo di Portogallo orazione recitata l'anno 1751 nella solenne adunanza degli arcadi tenuta nel Bosco Parrasio in morte del medesimo da Stefano Evodio Assemani, detto in Arcadia Libanio Biblio. In Roma: nella stamperia di Angelo Rotilj, e Filippo Bacchelli nella strada del Monte della Farina, 1750.
- Stefano Evodio Assemani. Sacrae et ecclesiasticae eruditionis amatoribus typographus. Romae prostare apud Nicolaum Brondium Bibliopolam in Foro Pasquini, ad signum S. Johannis de Deo. Dat. Romae XVII. Kalendas Septembres, anno 1747.

## Genealogia episcopale e successione apostolica
La genealogia episcopale è:
- Patriarca Youhanna Bawab
- Patriarca Jirjis Rizqallah
- Patriarca Estephan Boutros El Douaihy
- Patriarca Yaaqoub Boutros Awwad
- Patriarca Youssef Boutros Dergham El Khazen
- Arcivescovo Stefano Evodio Assemani

La successione apostolica è:
- Vescovo Pio Tommaso Milante, O.P. (1743)